# Eddie Jordan
Edmund Patrick Jordan (Dublín, 30 de marzo de 1948-Ciudad del Cabo, 20 de marzo de 2025) más conocido como Eddie Jordan, fue el fundador y antiguo dueño de Jordan Grand Prix, un constructor irlandés de Fórmula 1 que compitió entre 1991 y 2005. En 1998 el equipo alcanzó su mejor resultado cuando sus pilotos Damon Hill y Ralf Schumacher terminaron primero y segundo en el Gran Premio de Bélgica de 1998.

## Biografía
Jordan creció con la intención de convertirse en dentista pero dejó los estudios para trabajar como dependiente en el Banco de Irlanda. Cuando, durante una huelga en Dublín, fue a trabajar a la isla de Jersey, presenció por primera vez una carrera de karting y quedó cautivado. A su regreso a Dublín Jordan compró un kart y empezó a competir. Su primera carrera fue en Bouley Bay, Jersey, en 1970. Tomó parte en el Campeonato Irlandés de Karting de 1971 y lo ganó.
Jordan fue nombrado Oficial del Imperio Británico en 2012. Fue comentalista de las carreras de F1 en BBC One. En febrero de 2016 fue fichado por la BBC junto Sabine Schmitz para copresentar la nueva etapa del programa de motor Top Gear con Matt LeBlanc, Chris Evans, Chris Harris y Rory Reid.
Falleció en la madrugada del 20 de marzo de 2025 luego de luchar contra un cáncer de próstata durante 12 meses.